# Liste der Vizepräsidenten des preußischen Staatsministeriums
Liste der preußischen Vizepräsidenten des Staatsministeriums (stellvertretende Ministerpräsidenten).
Die zugehörige Kategorie ist Landesminister (Preußen).
Diese Position wurde durch Bismarck eingeführt, damit er entlastet wird, weil der preußische Ministerpräsident auch gleichzeitig Reichskanzler war und dies (mit einer kurzen Ausnahme 1892/94) bis 1918 so blieb.
Der Vizepräsident hatte eine wichtige Stellung in den Tagesaufgaben bei der Leitung der Regierungsgeschäfte Preußens. Die Hälfte der Amtsinhaber war gleichzeitig Vizekanzler, also auch auf Reichsebene der Stellvertreter des Ministerpräsidenten.
| Name                                                | Amtsantritt      | Amtsaustritt      | Bild                          |
| --------------------------------------------------- | ---------------- | ----------------- | ----------------------------- |
| Otto v. Camphausen                                  | 1873             | März 1878         |                               |
| Otto Fürst zu Stolberg-Wernigerode auch Vizekanzler | 29. Mai 1878     | 17. Juni 1881     |                               |
| Robert Victor v. Puttkamer                          | 8. Oktober 1881  | 8. Juni 1888      |                               |
| Karl Heinrich v. Boetticher auch Vizekanzler        | 16. August 1888  | 1. Juli 1897      |                               |
| Johannes v. Miquel                                  | 1. Juli 1897     | 5. Mai 1901       | Johannes von Miquel           |
| Theobald v. Bethmann Hollweg auch Vizekanzler       | 24. Juni 1907    | 14. Juli 1909     | Theobald von Bethmann Hollweg |
| Clemens v. Delbrück auch Vizekanzler                | 16. August 1914  | 22. Mai 1916      |                               |
| Paul Justin v. Breitenbach                          | 22. Mai 1916     | 9. November 1917  |                               |
| Robert Friedberg                                    | 9. November 1917 | 13. November 1918 |                               |